# Universidad José Antonio Páez
La Universidad Privada José Antonio Páez (abreviada UJAP) es una prestigiosa universidad privada del Estado Carabobo en la Región Central de Venezuela. Tiene su sede principal en el Municipio San Diego, muy cerca a la ciudad de Valencia, estado Carabobo. Fue fundada el 17 de septiembre de 1997.
La UJAP ofrece estudios en 17 carreras de pregrado y 10 programas de postgrado aprobadas por el Consejo Nacional de Universidades de Venezuela (CNU). La universidad cuenta con un centro de estudios avanzandos denominado Centro de Extensión UJAP (CEUJAP) ubicado en varias ciudades del país y con reconocimiento internacional. La UJAP alberga una población estudiantil aproximada de 19.000 estudiantes entre pregrado, postgrado y extensión.
El nombre de la universidad fue designada en honor a uno de los próceres de la emancipación de Venezuela y 4.º presidente de Venezuela, el General José Antonio Páez.

## Historia

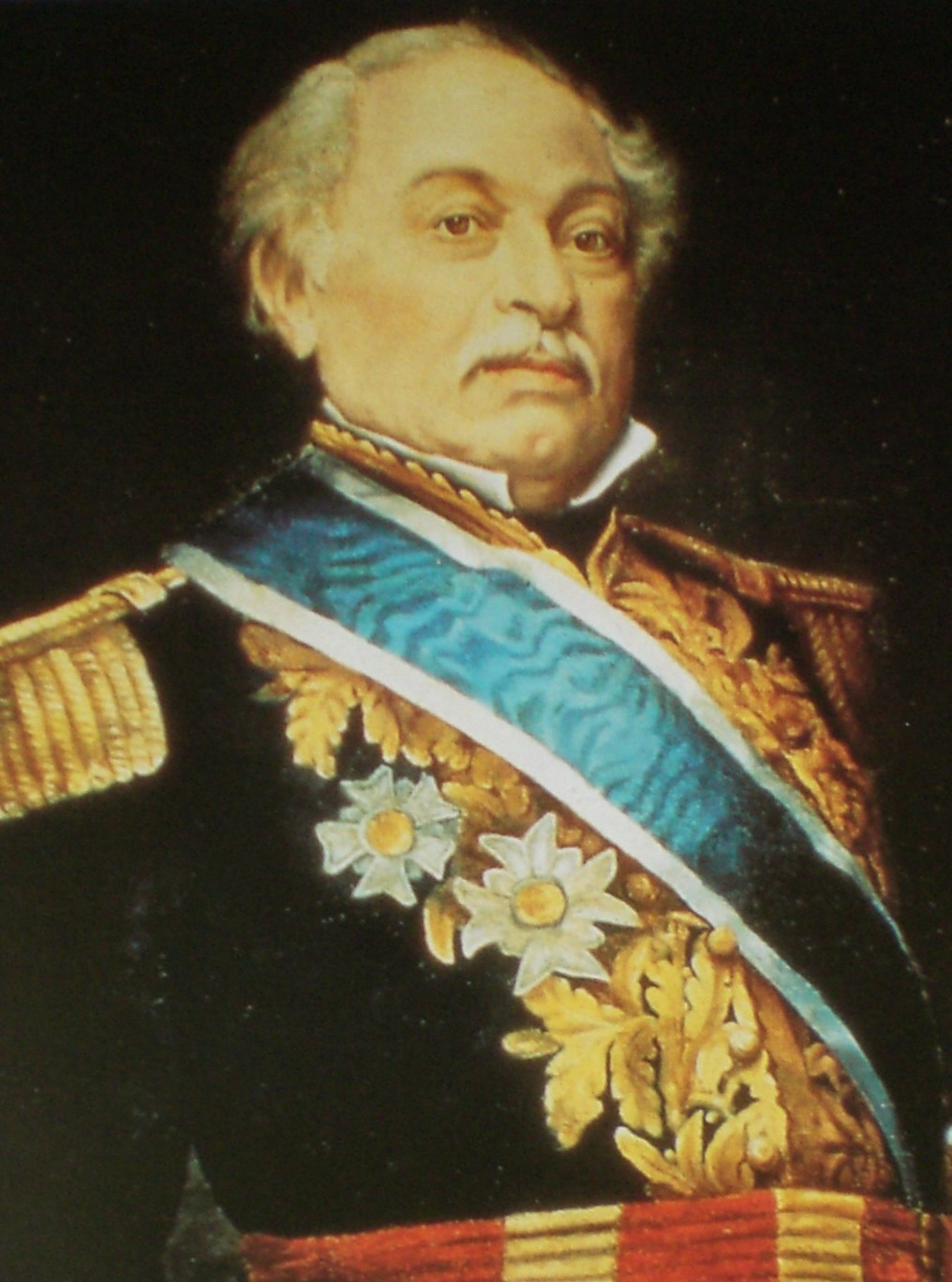
Retrato de José Antonio Páez.

El 17 de septiembre de 1997, el Presidente de la República, el Dr. Rafael Caldera emitió la autorización de funcionamiento de la Universidad Privada José Antonio Páez, con sede en la ciudad de Valencia.
El 12 de noviembre de 1991, seis años antes de concretarse la autorización, el Ing. Pedro Vivas González y la Ing. Franca Ribaldi Langella, deciden crear una Asociación Civil con el nombre de Universidad José Antonio Páez, cuyos objetivos eran y son: promover y desarrollar la docencia a nivel universitario; promover la formación de recurso humano a nivel de postgrado; promover las actividades de investigación científica y tecnológicas tomando en cuenta las necesidades establecidas por los organismos de planificación de este sector; promover las actividades de extensión y promover la producción industrial al objeto de generar recursos.
Clara visión de estos promotores que provenían de la Universidad de Carabobo, y quienes a lo largo de sus vidas habían dedicado enormes esfuerzos al mejoramiento de la educación venezolana. La Asociación Civil los designó como Administradores y procedió a la designación del Consejo Superior.
El proyecto había sido concebido y fundamentado en un certero análisis del mercado de trabajo en la región central del país, influenciada en gran medida por el crecimiento industrial. La promesa de los promotores se volvió una realidad que cada día destaca por su crecimiento académico. Se han logrado notables acuerdos institucionales y se promueve la actividad de extensión y postgrado. Constancia y clara visión de futuro. 
La Universidad Privada José Antonio Páez, asienta sus huellas en el Valle de San Diego y traslada sus actividades al primer edificio del campus de la Ciudad Universitaria.

## Campus Universitario
El Campus Universitario Principal de la UJAP se encuentra ubicado en San Diego, Estado Carabobo. Posee cinco edificios principales, en donde se encuentran las cinco facultades, el Área de Postgrado, los Centros Experimentales, el Centro de Extensión, Áreas Directivas, Docentes y Administrativas, Área de Servicios Estudiantiles, Áreas Deportivas y Culturales, áreas verdes y paisajismo, Áreas Médicas y Técnicas, entre otros. Además posee obras de urbanismo como los acueductos, cloacas y drenajes, subestación, e instalaciones eléctricas de alta y baja tensión, acometida telefónica, cerca perimetral, estacionamiento para 200 vehículos y alumbrado interno. Todos los edificios están equipados con sistema de aire acondicionado integral que garantiza un mínimo nivel de ruido en los ambientes y un sistema de vídeo y comunicación de datos entre diferentes áreas. Dicho Campus es considerado una de los campus universitarios más modernos de Venezuela por sus amplias y modernas instalaciones.

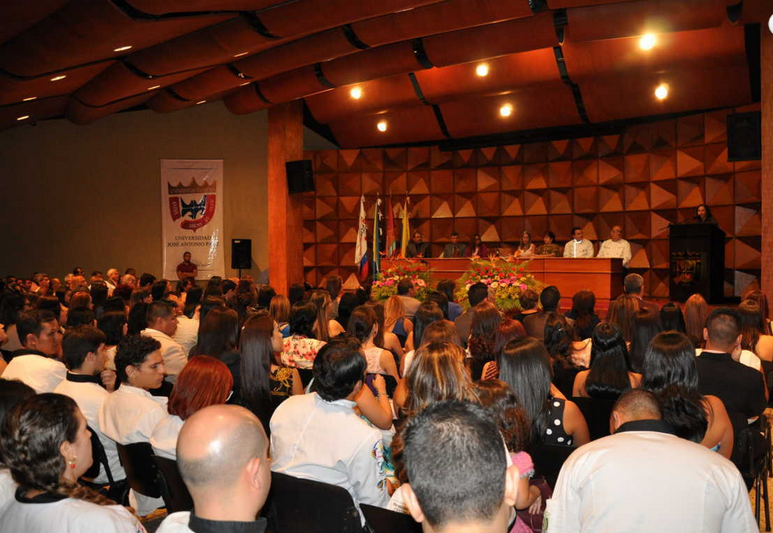
Auditorio donde se realizan las graduaciones, entre otros eventos

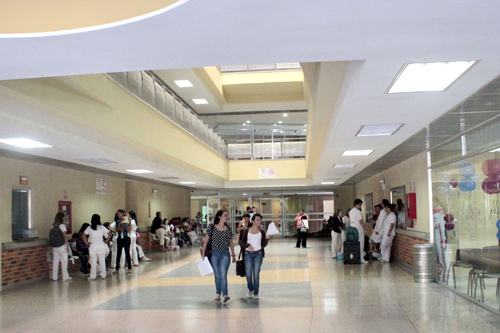
La universidad, es una de las más modernas del país

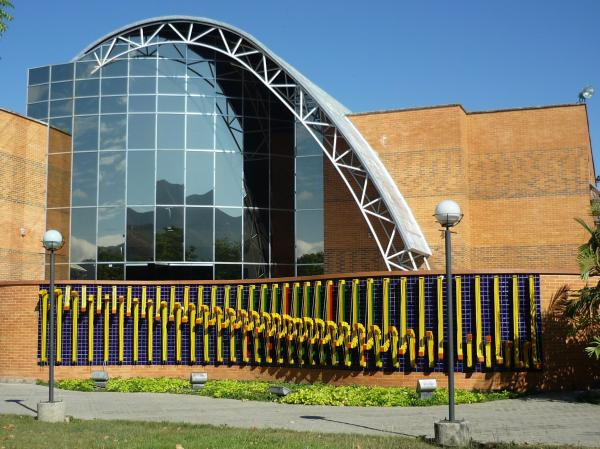
Es el edificio número 2 del campus, es más conocido como «Sambilito», haciendo referencia a un centro comercial, ya que posee una feria de comida, centro de copiado, papelería, centro de estética, agente autorizado Movistar, entre otros.

## Misión y Visión

### Misión
La Universidad José Antonio Páez es una Institución Privada al servicio de la nación cuya misión es formar e impulsar el desarrollo de un ser humano profesional, consciente de su responsabilidad social, ético, crítico, creativo, emprendedor, solidario y competente en su área de acción, capaz de adaptarse a una realidad cambiante y generador de transformaciones orientadas al logro de una sociedad más justa y equilibrada.
Para ello desarrolla actividades en donde se integra la docencia, la investigación, la extensión, la producción y la prestación de servicios, en niveles tanto de pregrado como de postgrado y formación permanente, con el compromiso de hacer aportes al desarrollo sustentable, sobre un modelo basado en valores, en los ámbitos regional, nacional e internacional.
Contribuye a satisfacer la demanda educativa del país, fundamentalmente en la región central del país, a través de estudios presenciales y a distancia, mediante un personal académico altamente calificado que se mantiene en constante superación, en un ambiente físico confortable y funcional y un diseño curricular que permite desarrollar al ser, hacer, conocer y convivir, en concordancia con los principios y lineamientos establecidos por los distintos organismos nacionales e internacionales en materia educativa.

### Visión
Ser una Institución de vanguardia, con una oferta académica pertinente y de alta calidad, con proyección nacional e internacional, que contribuya con el avance humanístico, científico, y tecnológico de la sociedad y con la formación integral de un profesional comprometido con los valores de nuestra cultura, ético, crítica, creativo, emprendedor, solidario y competente en su área de acción.

## Objetivos
- Formar profesionalmente a seres humanos integrales con valores éticos, estéticos y morales, en los niveles de pregrado y postgrado, de acuerdo con las necesidades del país y en particular de la región central.

- Generar proyectos de investigación en las áreas prioritarias determinadas por la Institución, en concordancia con las necesidades de la región y el país, dando cumplimiento al plan de desarrollo de la nación.

- Desarrollar programas sociales y proyectos de servicio a la comunidad ubicada en el área de acción de la Universidad, con base en la responsabilidad social universitaria y en las disposiciones legales sobre la materia.

- Desarrollar programas y proyectos de extensión para la educación continua de la colectividad en la región y el país.

- Desarrollar el capital humano de la Universidad con el apoyo de un modelo organizacional que favorezca el cumplimiento de su misión, con elevados niveles de eficiencia y eficacia que genere un clima laboral adecuado para la consolidación de los valores institucionales.

- Participar y contribuir con el desarrollo de los planes y programas de la nación.

- Consolidar la presencia de la Universidad en los ámbitos regional, nacional e internacional.

## Facultades y Carreras de Pregrado
La Universidad José Antonio Páez posee 5 facultades: